# Milano (zespół muzyczny)
Milano – polski zespół muzyczny będący przedstawicielem nurtu polskiej muzyki tanecznej (disco polo).

## Historia
Grupa oryginalna istniała od marca 1993 do września 2000 oraz w nowym składzie istnieje od września 2009.
W połowie lat 90. XX wieku był to jeden z najpopularniejszych zespołów disco polo. W skład zespołu wchodzili: Andrzej Borowski, Bogdan Borowski, Tomasz Sidoruk (marzec 1993 - styczeń 1994) i Piotr Kopański (od stycznia 1994). Tomasz Sidoruk po odejściu z zespołu kontynuował karierę muzyczną w grupach Kozacy FM i Cinzano, a po 2000 roku w zespole muzycznym Exaited.
Obecnie tradycję zespołu kontynuują Andrzej Borowski (w Chicago), Piotr Kopański (w Nowym Jorku) oraz oryginalny wokalista w latach 1993–2000 Bogdan Borowski w Polsce pod nazwą Milano Oryginal. Grupa wydała 8 albumów i wypromowała liczne własne przeboje, m.in.: Bara bara, Jasnowłosa, O tobie kochana, Dla nas, Brązowe oczy, Jesteś moją naj, Puste słowa, Tylko ty, Jesteś mym marzeniem, Zawołaj mnie, Złota plaża, To niemożliwe, Wszyscy razem, Everybody frytki czy Wakacje, a także adaptacje piosenek rosyjskich (np. Kasiu Katarzyno, komp. Andriej Dierżawin).
Pod koniec 2011 roku na scenę muzyczną powrócił Bogdan Borowski – oryginalny wokalista Milano, który koncertuje w Polsce jako jedyny z członków oryginalnego Milano pod nazwą Milano Oryginal wraz z Łukaszem Litwinem.
W październiku 2014 roku do zespołu dołączył Mirosław Trzciński.

## Ważniejsze wydarzenia zespołu
- marzec 1993 – debiut zespołu; ukazuje się album Jasnowłosa
- wrzesień 1993 – drugi album zespołu: Zabawa na 102
- styczeń 1994 – do zespołu dochodzi Piotr Kopański, odchodzi natomiast Tomasz Sidoruk[8]
- marzec 1994 – ukazuje się trzeci album Jesteś mym marzeniem
- lato 1994 – przejście z wytwórni Blue Star do Green Star[8]
- 22 listopada 1994 – czwarty album Nie odchodź
- wiosna 1995 – przede wszystkim koncerty w USA, na początku roku ukazuje się też Mix'95 nakładem Blue Star, mimo iż od roku nowe piosenki Milano powstawały już w Green Star
- jesień 1995 – premiera składanki "Słoneczny mix"
- wrzesień 1996 – ukazuje się album Największe przeboje 1993-96
- 4 marca 1997 – szósty album grupy Zawołaj mnie
- 5 marca 1999 – ukazuje się płyta – To niemożliwe[8]
- marzec 2000 – premiera albumu The Best 2000
- wrzesień 2000 – zakończenie działalności w Polsce, Andrzej Borowski i Piotr Kopański opuszczają Polskę i wyjeżdżają do USA[8]
- połowa 2007 – Milano zostaje reaktywowane w USA, w skład grupy wchodzą: Andrzej Borowski i Łukasz Jarosiński i Robert Pawlak[9]. W tym samym czasie w Polsce Green Star reaktywowała zespół w składzie: Jerzy Michalski, Tomasz Bacajewski i Łukasz Choroń.
- wrzesień 2009 – firma fonograficzna Green Star, która jest właścicielem nazwy "Milano", reaktywuje zespół z 5 nowymi współpracownikami niemającymi nic wspólnego z działalnością Milano w latach 90., jest w nim Maciej Koszczuk.
- jesień 2011 – powraca Bogdan Borowski – oryginalny wokalista zespołu Milano w latach 90., grający koncerty w Polsce wraz z Łukaszem Litwinem pod nazwą Milano Oryginal.
- 10 października 2014 – z zespołu reaktywowanego przez firmę Green Star odchodzi Maciej Koszczuk, a jego miejsce zajmuje Mirosław Trzciński.

## Dyskografia

### Albumy
| Tytuł                       | Rok  |
| --------------------------- | ---- |
| Jasnowłosa                  | 1993 |
| Zabawa na 102               | 1993 |
| Jesteś mym marzeniem        | 1994 |
| Nie odchodź                 | 1994 |
| Największe przeboje 1993-96 | 1996 |
| Zawołaj mnie                | 1997 |
| To niemożliwe               | 1999 |
| The Best 2000               | 2000 |
| Jedyna                      | 2013 |

### Single
| Tytuł                       | Rok  | Pozycja na liście | Sprzedaż        | Certyfikat                |
| Tytuł                       | Rok  | POL Dance         | Sprzedaż        | Certyfikat                |
| --------------------------- | ---- | ----------------- | --------------- | ------------------------- |
| "Baśka, Barbara"            | 2015 | 31                | - POL: 40 tys.+ | - POL: 2x platynowa płyta |
| "Jasnowłosa"                | 2016 | 23                |                 |                           |
| "Nikt tak nie kocha jak ja" | 2016 | 45                | - POL: 10 tys.+ | - POL: złota płyta        |